# SD Gundam: Dimension War
SD Gundam: Dimensión War (SDガンダムディメンションウォー, SD Gundam: Dimensión War?) es un videojuego de estrategia por turnos desarrollado y editado por Bandai en 1995 para Virtual Boy. Es una adaptación del videojuego de la serie en arcade basada en el anime Mobile Sigue Gundam y por sobre todo Súper Deformed Gundam. El juego fue lanzado únicamente en Japón,.